# مرسى الأمراء
مرسى الأمراء قرية تونسية تقع في ولاية نابل، على الساحل الشمالي للوطن القبلي.